# بان بي بي
بان بي بي (PunBB)هو برنامج منتديات مفتوح المصدر يصدر تحت رخصة رخصة جنو العمومية من جنو.لقد عرفت نسخة المنتديات هذه أول بداياتها سنة 2001، ولتميزه على باقي النسخ بالخفة والسرعة الكبيرة فقد عرف نجاحا باهرا منذ أولى أيام انتشاره، خاصة ان غياب بعض الخاصيات يمكن ان يعوض وذلك بإضافة التحديثات والهاكات.

## Punbb 1.3
لقد برمجت في هذه النسخة الجديدة العديد من الاضافات والتحديثات:
- تحديث الكود المصدري المكتوب سواء بلغة لغة رقم النص الفائق القابلة للتمديد أو لغة الستايلات

CSS
- مراقبة كاملة للرسائل الخاصة.
- دعم للكود المصدري UTF 8
- تحسين في صندوق النقاش الحي.

### مواقع ذات صلة
الموقع الرسمي للنسخة